# Гашимов, Вугар Гасым оглы
Вугар Гасым оглы Гашимов (азерб. Vüqar Qasım oğlu Həşimov; 24 июля 1986, Баку — 11 января 2014, Гейдельберг) — азербайджанский шахматист, гроссмейстер (2002).

## Биография
Вугар Гашимов родился 24 июля 1986 года в Баку. Играть в шахматы научил его отец, когда ему было 6 лет. Вугар становился чемпионом Азербайджана три раза: в 1995, 1996 и 1998 годах. Гашимов был серебряным призёром на молодёжном чемпионате Европы 4 раза между 1996 и 2000 годами. Победил в группе до 16 лет на Кубке Каспарова в 1999 году.
Четырежды выступал за команду Азербайджана на шахматных олимпиадах (2002, 2004, 2006, 2008), а также входил в состав сборной Азербайджана, которая 7-9 мая 2009 года сыграла против сборной мира в Баку, в рамках Кубка Президента Азербайджана Гейдара Алиева.
В 2007 году завоевал бронзу в командном чемпионате Европы по шахматам, а в 2009 стал чемпионом Европы со сборной Азербайджана (именно Вугар принёс своей команде решающее очко в последнем туре). Вице-чемпион Европы 2011 года в составе сборной, и победитель турнира Reggio Emilia 2010—2011.
Вугар Гашимов уже завершал курс лечения в Германии, и с 2014 года ожидалось его участие в соревнованиях. Однако шахматист, у которого, согласно информации, была злокачественная опухоль мозга, скончался 11 января 2014 года.
Вугар был известен как особо сильный шахматист по блицу.

## Память
- С 2014 года в Шамкире проводится турнир памяти Вугара Гашимова с участием сильнейших шахматистов мира[4].
- 1 октября 2016 года в Баку состоялось открытие Шахматной академии Вугара Гашимова[5].

## Изменения рейтинга
| Графики недоступны из-за технических проблем. См. информацию на Фабрикаторе и на mediawiki.org. |